# ワールド・オブ・アワ・オウン
World Of Our Ownはアイルランド出身の男性ボーカルグループ、WESTLIFE（ウエストライフ）の12枚目のシングル曲。UKシングルチャートで1位を記録した。日本盤のみボーナストラックが多く収録されている。
これ以後の作品から日本盤制作が不定期となりオーストラリア地域盤などと同じ仕様のものが殆どとなり制作が見送られる事が多い。本楽曲はメンバーが制作に関わっている。
アルバム収録では、『ワールド・オブ・アワ・オウン』に(Single Remix)が、『ザ・グレイテスト・ヒッツ～アンブレイカブル～(Asian Edition)』に(U.S. Remix)が収録されている。

## トラックリスト
- 輸入盤(UK)

1. .World of Our Own (Single Remix)
2. .Crying Girl
3. .Angel (Remix)
4. .World of Our Own Video

- 日本盤

1. "World Of Our Own" (Single Remix) - 3:28
2. "Queen Of My Heart" (Radio Edit) - 4:20
3. "Crying Girl" - 3:39
4. "I Promise You That" - 3:35
5. "Uptown Girl" (Radio Edit) - 3:06
6. "My Love" (Radio Edit) - 3:52
7. "Against All Odds" (Featuring Mariah Carey) - 3:21
8. "En Ti Deje Mi Amor" (Single Remix) - 3:29
9. "Con Lo Bien Que Te" (Single Remix) - 3:52
10. "World Of Our Own" (U.S. Remix) - 3:29

## 世界各国のヒットチャートランキング
| Chart                                                            | Peak positio |
| ---------------------------------------------------------------- | ------------ |
| オーストラリアレコード協会・オーストラリア シングル チャート     | 21           |
| オーストリアレコード協会・オーストリア シングル チャート         | 10           |
| フランダース地域シングル チャート                                | 3            |
| ワロン地域シングル チャート                                      | 17           |
| デンマーク地域 シングル チャート                                 | 5            |
| オランダ トップ40・オランダ シングル チャート                    | 29           |
| ドイツ シングル チャート                                         | 11           |
| アイルランド シングル チャート                                   | 3            |
| イタリア地域 シングル チャート                                   | 41           |
| ニュージーランドレコード協会・ニュージーランド シングル チャート | 6            |
| ノルウェー トップ チャート・ノルウェー シングル チャート         | 13           |
| スウェーデンレコード協会・スウェーデン シングル チャート         | 11           |
| スイス ミュージック チャート・スイス シングル チャート           | 26           |
| UK シングル チャート                                             | 1            |
| UK エアプレイ チャート                                           | 3            |
| アメリカ エアプレイ チャート                                     | 41           |